# Passage (album)
Pour les articles homonymes, voir Passage.
Passage est le quatrième album studio du groupe de metal Samael sorti en 1996.
Cet album marque pour Samael l'abandon du black metal au profit d'un son plus industriel et accompagné de claviers.

## Pistes
1. Rain - 4:02
2. Shining Kingdom - 3:38
3. Angel's Decay - 3:37
4. My Saviour - 4:10
5. Jupiterian Vibe - 3:23
6. The One Who Came Before - 3:42
7. Liquid Soul Dimension - 3:43
8. Moonskin - 3:57
9. Born Under Saturn - 4:20
10. Chosen Race - 4:08
11. A Man In Your Head - 3:44